# Тарасовка (Броварский район)
Тарасовка (укр. Тарасівка, до 2015 г. — Малая Тарасовка) — село, входит в Великодымерскую поселковую общину Броварского района Киевской области Украины. Местные жители называют село просто Тарасовка. Под этим же именем село зарегистрировано в Госкомстате.
Население по переписи 2001 года составляло 1554 человека. Почтовый индекс — 07441. Телефонный код — 4594. Занимает площадь 3,96 км².
В Тарасовке находится железнодорожная остановка «Жердово» 18 км от станции Бровары, 3 км от станции Бобрик Юго-Западной железной дороги.
От села Тарасовка до Киева (станция метро Лесная) 42 км, 28 км до г. Бровары по автомобильным дорогам.
В селе Тарасовка есть общеобразовательная школа, детсад, клуб, библиотека, церковь, водопровод, село газифицировано и электрифицировано.

## Местный совет
07440, Киевская обл., Броварской р-н, с. Жердова, ул. Ленина, 35; тел. 5-11-26; 2-02-22